# Герольд I (граф Англахгау)
Герольд I (нем. Gerold I.; около 730 — после 1 июля 784) — знатный франк, граф в Крайхгау и Англахгау (упоминается в 777 и 784 годах); родоначальник Герольдингов и Удальрихингов.

## Биография
Герольд I родился приблизительно в 730 году в знатной франкской семье, возможно, связанной родственными узами с Агилольфингами. Согласно документу от 12 июня 767 года, его родителями были Агилольф и Герисвинда. Однако по другой версии, Герольд I был сыном графа Хадо из Англахгау и Гернии Швабской, также связанными с Агилольфингами. Он был графом в Крайхгау и Англахгау. Предполагается, что он мог быть поселён в Алеманнии правителем Франкского государства Карлом Великим после подавления там восстания. В «Деяниях императора Людовика» Теган упоминал, что супруга Герольда I Имма (умерла в 784 или 786 году) была дочерью алеманнского графа Хнаби. Благодаря этому браку Герольд I вошёл в высшие круги алеманнской знати, что позволило ему значительно укрепить здесь свои позиции. Дедом Иммы был Хуохинг, брат герцога Баварии Одилона, что дало Герольду I также родственные связи и с баварским дворянством.
В датированных 779 и 783 годах документах Герольд I упомянут как граф Бара. Он обладал обширными владениями не только в Алеманнии, но и в Эльзасе. В хартии от 1 июля 784 года сообщается, что Герольд I и Имма сделали богатое пожертвование недавно основанному Лоршскому аббатству, передав монастырю земли вблизи Вормса и Гейдельберга (в Крайхгау, Англахгау, Вормсгау, Лобденгау и Уфгау). Вероятно, вскоре после этого Герольд I скончался.
Дочь Герольда I Хильдегарда (757/758—783) стала в 771 году второй супругой правителя Франкского государства Карла Великого. Её сыном был император Людовик I Благочестивый. Кроме неё у Герольда I и Иммы были другие дети:
- Герольд II Младший[англ.] (умер 1 сентября 799) — первый представитель рода Герольдингов, правитель Аварской марки и префект Баварии с 796 года[6][10];
- Удальрих I[нем.] (умер около 824) — первый из Удальрихингов; граф в Альпгау[нем.] и Брейсгау[англ.] приблизительно с 780/781 года[11], в Хегау с 787/791 года, в Тургау с 787 года и в Эльзасе с 817 года[3][6];
- Роадберт — граф земель вблизи Боденского озера[7];
- Уто (Вото)[3][6][12];
- Мегингоц[3][13];
- Адриан — граф в Орлеане и пфальцграф (упоминается в 793 году; умер после 10 ноября 821 года)[3][6];
- Эрбио[нем.] — возможно, отец графа Эда Орлеанского (умер в 834 году)[3][6].

В некоторых источниках маркграф Эрик Фриульский также называется среди детей Герольда I, но, скорее всего, он происходил из другой знатной семьи, жившей в окрестностях Страсбурга.